# Pie VI
Pour les articles homonymes, voir Braschi.
Le pape Pie VI (en latin : Pius VI ; en italien : Pio VI) est le 250e pape de l'Église catholique. Giannangelo ou Giovanni Angelico, comte Braschi (pour l'état civil français : Jean Ange Braschy) est né le 25 décembre 1717 à Cesena (Romagne) et mort le 29 août 1799 à Valence (France).
Secrétaire particulier de Benoît XIV en 1753, prêtre en 1758, cardinal en 1773, il est élu pape le 15 février 1775. Il est déposé le 15 février 1798 après la proclamation de la République romaine et l'invasion de Rome par les troupes françaises qui le font prisonnier et lui font quitter Rome le 20 février 1798. Emprisonné à Valence en juillet 1799, il y meurt peu après.

## Début de carrière
Giannangelo Braschi est issu d'une famille noble de Romagne. Il est l'aîné des huit enfants du Comte Marco Aurelio Tommaso Braschi (1684-1759) et de Anna Teresa Bandi (1690-1730).
Ancien élève des Jésuites, il poursuit des études de droit in utroque jure, c'est-à-dire en droit civil et en droit canonique, à l'université de Ferrare. Il devient ensuite secrétaire du cardinal Tommaso Ruffo, légat pontifical à Ferrare.
Braschi accompagne Ruffo à Rome pour le conclave qui suit la mort du pape Clément XII en 1740.
Quand son maître est nommé doyen du Sacré Collège, il devient auditeur, chargé de l'administration des diocèses de Velletri et d'Ostie. Il noue alors des liens avec l'infant don Carlos, alors que ce dernier devient le premier souverain Bourbon du royaume des Deux-Siciles. Son habileté diplomatique lui obtient la charge de camérier secret.
En 1753, à la mort du cardinal Tommaso Ruffo, Braschi devient secrétaire particulier du pape Benoît XIV. Il est ordonné prêtre en 1758.
En 1766, sous le pontificat de Clément XIII (1758-1769), il obtient la charge de trésorier de la Chambre apostolique, qui le rend maître de l'administration financière des États pontificaux.
Le 26 avril 1773, il est élevé à la dignité de cardinal-prêtre de Sant'Onofrio al Gianicolo par le pape Clément XIV.
Grâce au soutien français, le conclave qui s'ouvre à la mort de Clément XIV (1774) l'élit à la dignité pontificale. Il choisit le nom de Pie VI en hommage à Pie V, pape de l'application du concile de Trente et de la bataille de Lépante.
Élu le 15 février 1775, il fut consacré évêque et couronné simultanément le 22 février.

## Pontificat

### Début du pontificat
Pie VI, alors âgé de 58 ans, souhaite renouer avec les fastes de Léon X, ce qui lui vaut les critiques de la « statue parlante » Pasquino.
Le 17 août 1775, il reconnaît officiellement l'apparition mariale de Notre-Dame de Šiluva en Lituanie survenue en 1608, et accorde plusieurs indulgences à son sanctuaire.
En 1775, Pie VI impose une législation anti-juive notamment par l'édit Fra le pastorali sollicitudine,.
Il est confronté au joséphisme autrichien et effectue même un voyage à Vienne en 1782 dans le but d'amener l'Empereur Joseph II à renoncer à sa politique anti-cléricale. Il y donna sa bénédiction papale urbi et orbi du balcon de l'Église am Hof.
Son passage à Venise la même année est commémoré par Francesco Guardi avec quatre toiles illustrant cette visite.

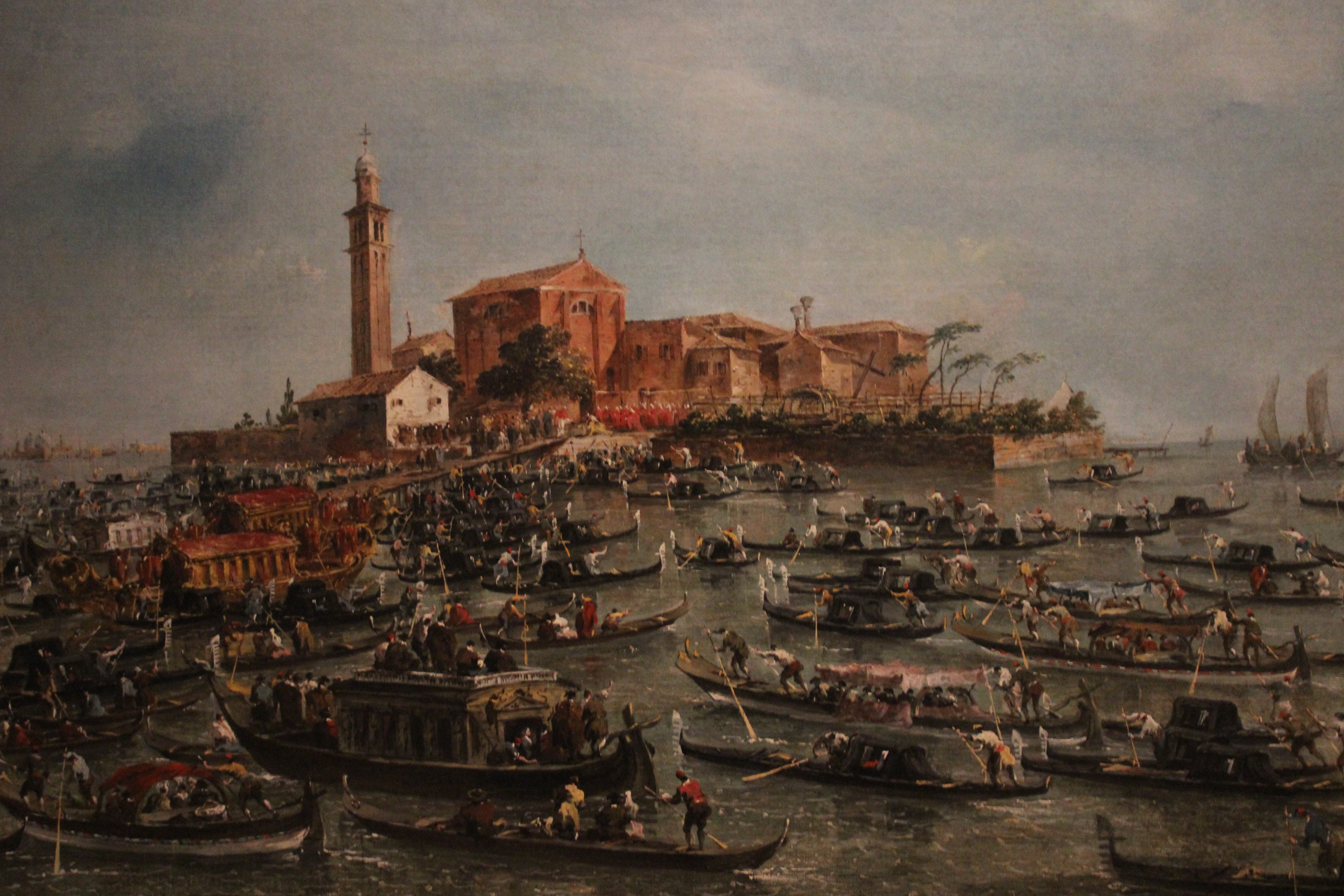
La Rencontre de Pie VI et du doge Paolo Renier à San Giorgio in Alga, Philadelphia Museum of Art[5].
La Cérémonie pontificale dans la SS Giovanni e Paolo, Cleveland Museum of Art[6].
Le Pape Pie VI descendant du trône pour prendre congé du doge dans la salle de SS Giovanni e Paolo, Cleveland Museum of Art[7].
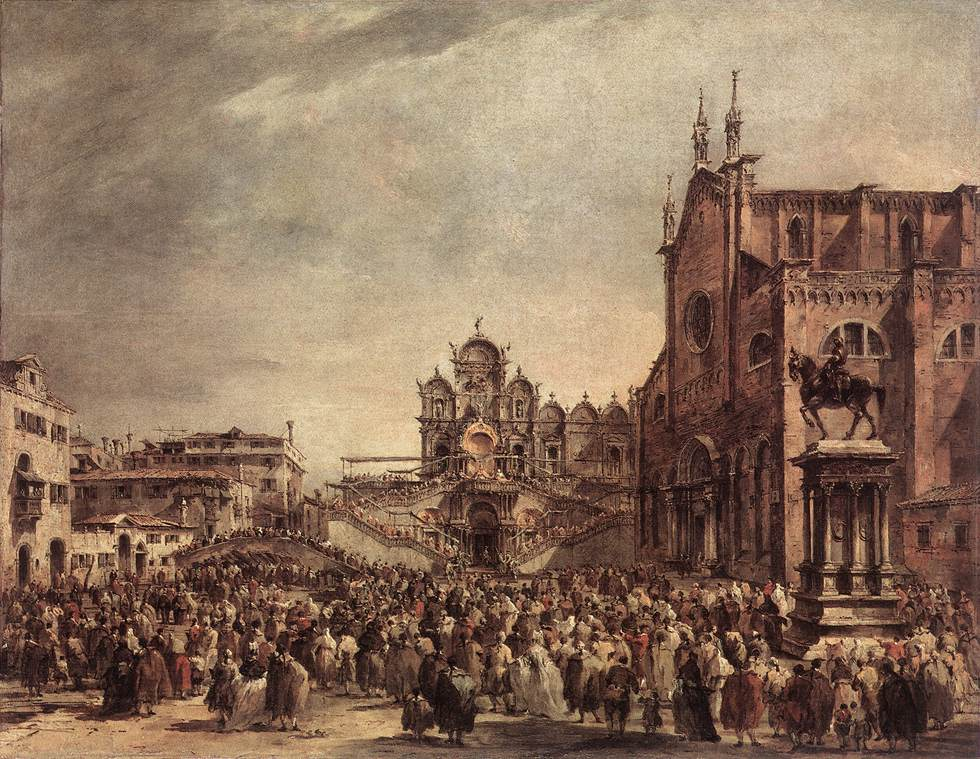
Le Pape Pie VI bénissant le peuple sur le Campo SS Giovanni e Paolo, Ashmolean Museum, Oxford.

### Révolution française

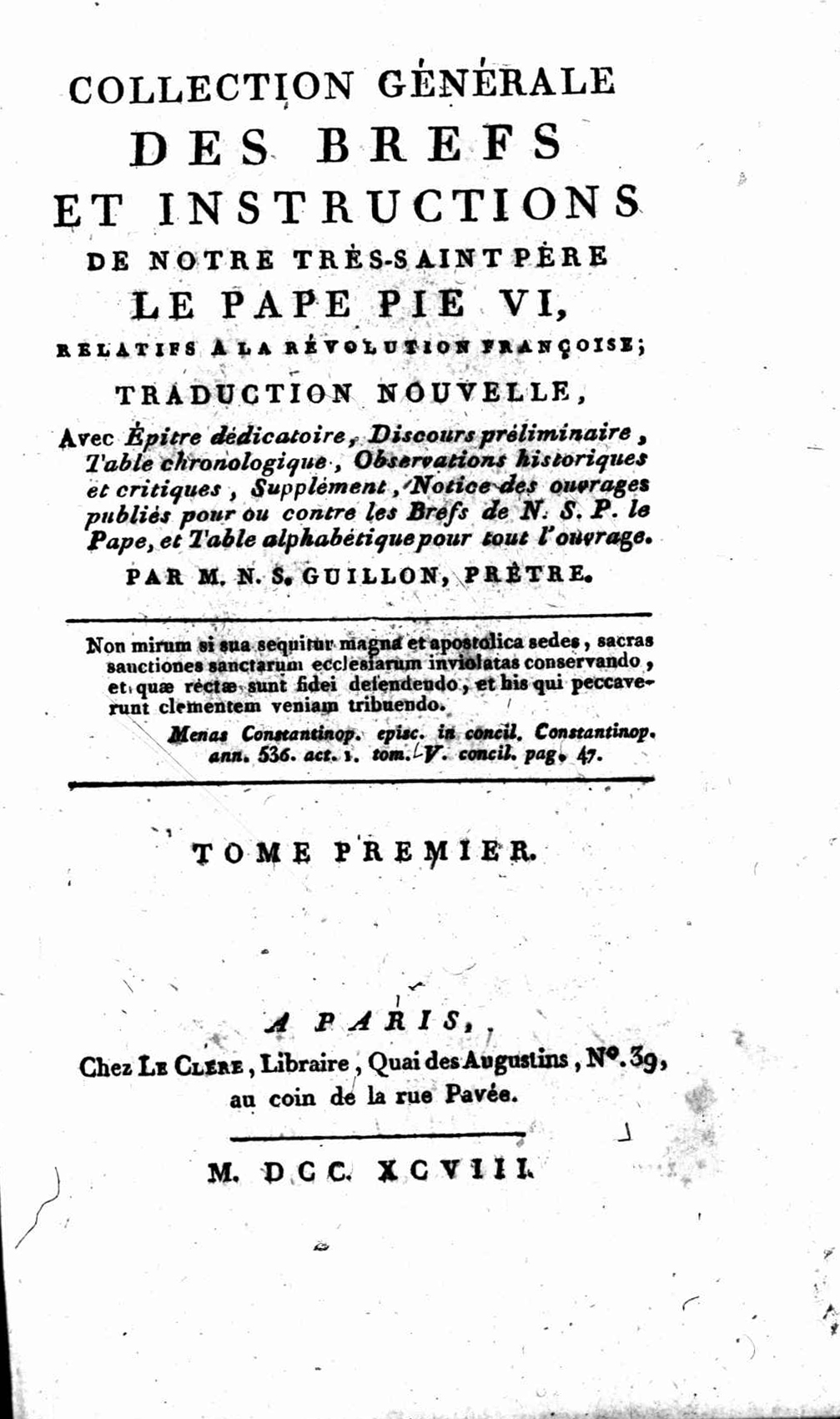
Collection générale des brefs et instructions relatifs à la révolution françoise par Pie VI, 1798.

Quelque temps plus tard, Pie VI doit affronter les événements de la Révolution française :
- la nationalisation des biens du clergé ;
- l'abolition par la Constituante des vœux monastiques perpétuels sanctionnés par la loi civile (loi du 13 février 1790) et la suppression des ordres réguliers hors ceux ayant pour activité l'éducation et les œuvres de charité, conduisant à la mise à l'écart de 100 000 religieux (moines, chanoines, etc.), soit les deux tiers du clergé de l'époque en France ;
- le projet de Constitution civile du clergé (adopté par la Constituante le 12 juillet 1790) ;
- ainsi que la situation de schisme qu'elle entraîna entre les prêtres et les évêques « constitutionnels » et les prêtres et les évêques restés fidèles à l'Église, « réfractaires ».

Pie VI fait savoir le 9 juillet 1790 au roi de France Louis XVI qu'il s'oppose au projet de constitution civile du clergé. Il écrit aussi dans ce sens aux archevêques de Bordeaux et de Vienne le 10 juillet 1790.
Le 10 mars 1791, Pie VI envoie son bref Quod Aliquantum au cardinal de La Rochefoucauld. Il y analyse le contenu de la Constitution civile du clergé pour le condamner. Toutefois. il précise : « Nous n'avons pas encore jusqu'ici lancé les foudres de l'Église contre les auteurs de cette malheureuse constitution du clergé ». Les menaces d'excommunication et d'anathème ne sont qu'implicites. Dans sa lettre apostolique Caritas du 13 avril 1791, Pie VI critique sévèrement les nouvelles élections d'évêques, et leur bénédiction par l'évêque d'Autun. Il déclare schismatiques les propos suivants du nouvel évêque de Quimper : « Cette constitution n'altère en rien le dogme ; qu'elle réforme seulement la discipline, et la rappelle à la pureté des premiers siècles ». Ses actes sacerdotaux sont déclarés irréguliers ; il est menacé d'anathème. Toutefois Pie VI réaffirme une position prudente vis-à-vis de l'Assemblée Nationale : « Nous avons déclaré Nous être abstenu jusqu'ici de déclarer retranchés de l'Église les auteurs de cette fatale constitution ».
La réaction de Pie VI par rapport à la constitution civile du clergé n'est, aujourd'hui encore, pas simple à interpréter ; tardive par rapport aux événements, elle aurait laissé les prêtres et les évêques dans l'embarras sur la conduite à tenir par rapport au serment de fidélité à la Nation, à la loi, au roi, créant un malaise dans les provinces françaises durant les six premiers mois de l'année 1791, et laissant s'y développer un véritable schisme. Cette question fait l'objet de discussions de la part des historiens des religions. La présence à Rome du cardinal de Bernis, chargé d'affaires auprès du Saint-Siège, explique l'hostilité de Pie VI à l'égard de la Révolution ; Bernis s'interposant systématiquement dans les échanges avec le ministère français des Affaires étrangères et réservant ses faveurs au comte d'Artois et aux émigrés.
En 1793, après la proclamation de la République en France, une commission décide de supprimer le calendrier grégorien, et de le remplacer par un calendrier républicain avec des semaines de dix jours, sans dimanche. Les campagnes françaises ne reçoivent plus les agendas traditionnels.
En janvier 1793, à la suite des tensions provoquées par les grands changements politiques en France, et les manifestations de ces changements par la communauté française en Italie, des habitants de Rome prennent d'assaut le ghetto juif qu'ils pillent, le palais Mancini, siège de l'Académie de France à Rome, et assassinent le diplomate Nicolas-Jean Hugou de Bassville. Cet assassinat provoque le départ de la communauté française des états pontificaux.

### Directoire
La France annexe Avignon et le Comtat Venaissin. Le 19 février 1797,  Bonaparte contraint Pie VI à signer le traité de Tolentino (appelé aussi Paix de Tolentino) avec la France du Directoire, qui concède à la France les légations de Romagne, de Bologne et de Ferrare. Cette politique papale de Bonaparte combine les questions religieuses et diplomatiques.
À la nouvelle de l'assassinat du général Duphot, le Directoire ordonne le 11 janvier 1798 l'occupation de Rome. Gaspard Monge part le 6 février pour Rome. La Révolution éclate dans la ville le 15 février. La « République romaine » est proclamée par le peuple réuni au Campo Vaccino (ancien forum).
Le pape Pie VI est contraint par la république française de renoncer à son pouvoir temporel et de se contenter de son pouvoir spirituel. Déposé le 15 février lors de la proclamation de la République romaine, il est en fait prisonnier. Octogénaire et très malade, il demande la grâce de pouvoir mourir à Rome. Le général français a la délicatesse de lui répondre : « Mourir, cela peut se faire partout ». Pie VI quitte Rome dans la nuit du 19 au 20 février 1798.
Il est conduit à Sienne puis à la chartreuse de Galluzzo de Florence (en juin 1798) où il reste jusqu'au printemps 1799. La Deuxième Coalition se traduisant par l'avancée des troupes autrichiennes venant de Vénétie, et des troupes napolitaines qui ont repris Rome et détruit la République romaine, les Français envoient le pape en France, tandis que leurs troupes reculent sur tous les fronts, dans ces débuts de la seconde campagne d'Italie. Le Pape passe par Bologne, Parme, Turin. On lui fait traverser les Alpes sur une civière. C'est ensuite Briançon, Grenoble et enfin Valence, chef-lieu du département de la Drôme. Il n'ira pas plus loin.
Malgré les bouleversements que connaissait alors la France, le pape octogénaire reçut de nombreuses marques de respect et de compassion de la part du peuple, tout au long de sa route, entre Briançon et Valence. Le poète Paul Claudel le surnommera le « père commun des fidèles ».

### Attitude face aux Juifs
L'attitude de Pie VI vis-à-vis de la communauté juive de Rome est notoirement hostile et répressive, dès l’édit du 5 avril 1775. « Les thèmes antijudaïques sont à la mode, par antimodernisme, et par souci de reconstruire une Église forte. Pie VI resserre donc les règles du ghetto, il encourage les baptêmes, impose de nouveau le sermon du samedi avant d’aller à la synagogue. On poursuit des livres sur le judaïsme, on laisse circuler des opuscules sur les « meurtres rituels ». Dans les procès politiques, de 1792 à 1797, on retrouve un certain nombre de juifs accusés d’être philo-français. En 1793, le ghetto sera assiégé par la population lors (d')émeutes. Le fait le plus notoire est la publication en 1794 d’un livre de Rovira Bonnet (…), recueil de textes des conciles ou des papes sur la conversion des juifs. Il y est question en plus des forces qui essayent de renverser la société, dont l’Assemblée Nationale de France qui a libéralisé la situation des juifs et renversé l’Église catholique : il est donc normal de réagir et de les persécuter. Pie VI calma les esprits lors des révoltes, mais l’état d’esprit antijudaïque fut bien entretenu officiellement ».

### Fin de vie

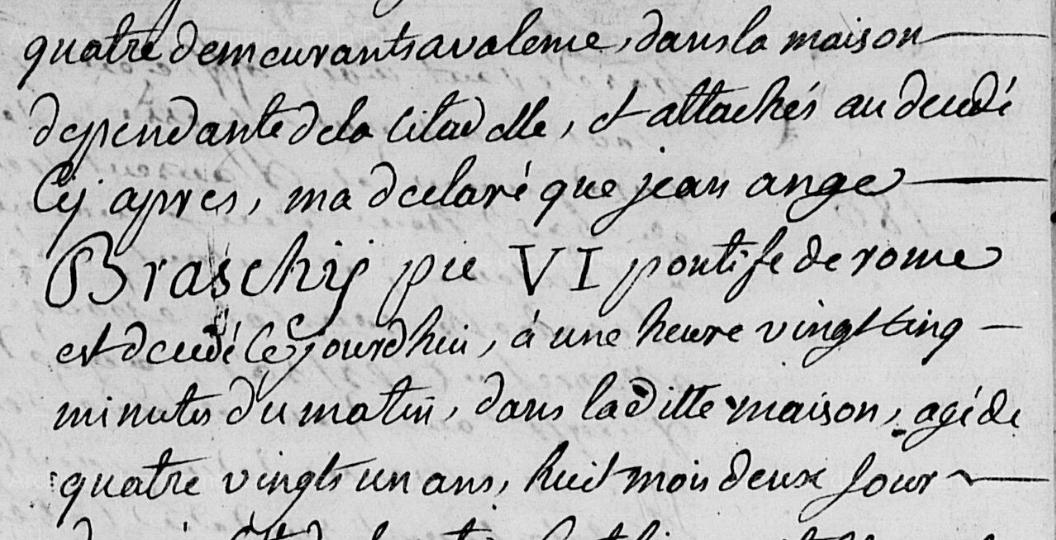
Extrait de l'acte d'état civil de décès du pape Pie VI en date du 29 août 1799 à Valence (Drôme).

Prisonnier du Directoire, il meurt à Valence, épuisé, le 29 août 1799 (12 fructidor de l'an VII)  à l'âge de 81 ans. Son acte de décès figure dans le registre d'état civil de la ville de Valence, où il est nommé « Jean Ange Braschy Pie VI pontife de Rome ». C'est en son honneur qu'un pâtissier de la ville eut l'idée de confectionner le fameux biscuit Suisse de Valence.
Pie VI est d'abord enseveli civilement au cimetière Sainte-Catherine de Valence. Les États pontificaux sont rétablis à la fin de l'année 1799, avec l'entrée des troupes napolitaines dans Rome et la chute de l’éphémère république romaine. Le conclave qui assure l'élection du successeur de Pie VI se tient à Venise, sous la domination de l'Autriche depuis le traité de Campo-Formio de 1797. En mars 1800, Pie VII devient le nouveau pape. Napoléon Bonaparte, désormais Premier consul de la République française, engage une offensive en Italie au printemps 1800 et sa victoire à Marengo marque la fin du front italien de la seconde coalition, qui se disloque complètement en 1801. La République française normalise ses relations diplomatiques avec les États pontificaux reconstitués, et signe le concordat de juillet 1801 avec l'Église catholique. Ces évolutions permettent le retour du corps de Pie VI à Rome, le 24 décembre 1801, où il reçoit des funérailles conduites par son successeur le 10 février 1802, dans la basilique Saint-Pierre de Rome.

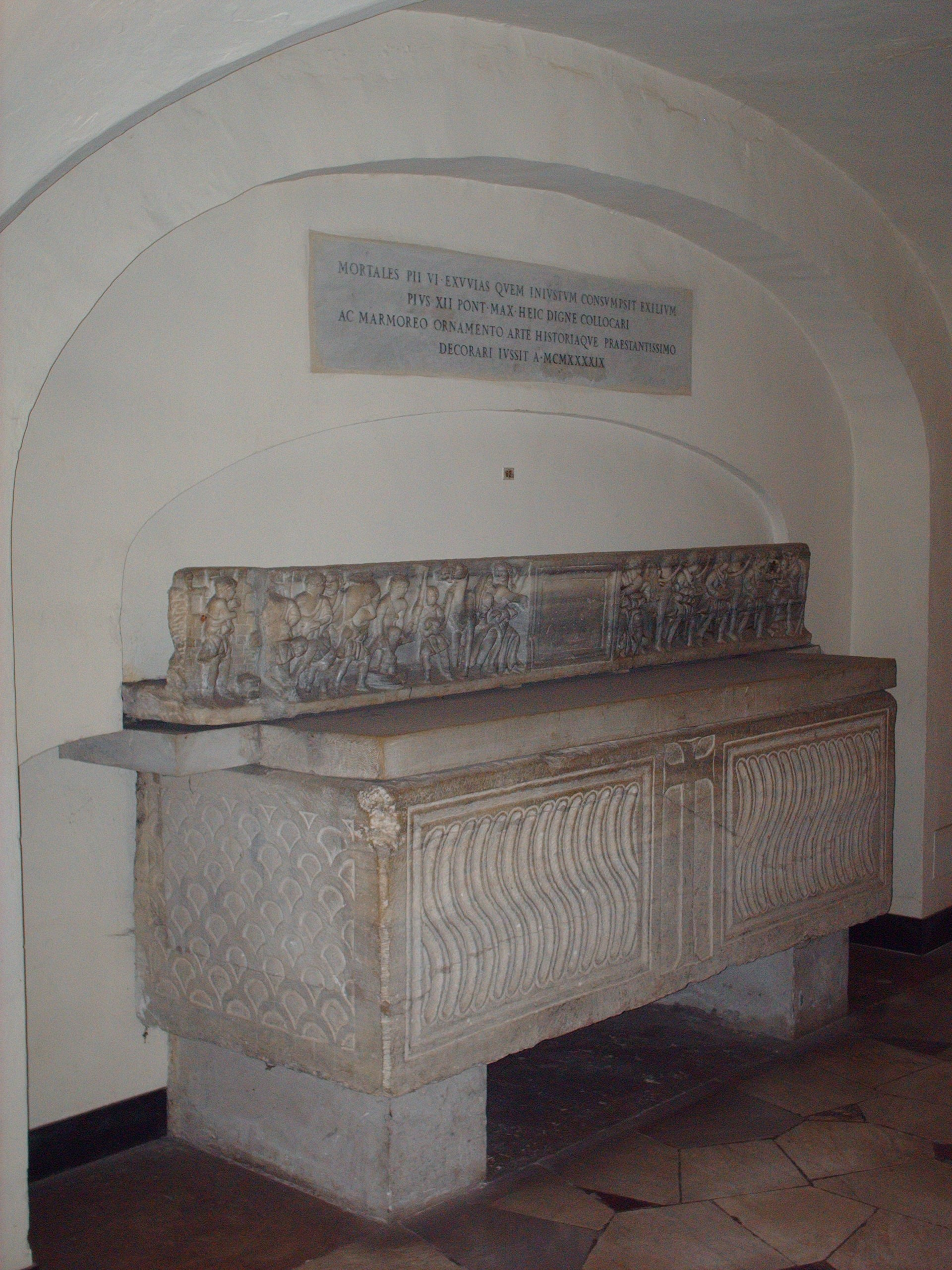
Tombeau de Pie VI (1775-1799), au Vatican.

Mais, sur réclamation des habitants de Valence, le cœur et les entrailles de Pie VI retournent et reposent dans la cathédrale Saint-Apollinaire de Valence, après une cérémonie solennelle en ce lieu le 25 octobre 1811. On peut lire l'inscription suivante (rédigée en latin) sur ce monument de Valence : « Les entrailles saintes de Pie VI sont rendues aux Français ; Rome possède son corps ; son nom retentit en tous lieux ; il est mort à Valence le 29 août 1799 ». Depuis 1949, sa dépouille romaine repose dans la nécropole papale de la basilique Saint-Pierre, dans un sarcophage antique.
Moins de dix ans avant la mort du Saint-Père, Madame Vigée Le Brun, la célèbre portraitiste de la reine de France Marie-Antoinette, qui avait elle-même fui la Révolution en se réfugiant à Rome, rapporte cette anecdote : « L'abbé Maury, qui n'était pas encore cardinal, vint chez moi pour me dire que le Pape voulait que je fisse son portrait ; je le désirais infiniment ; mais il fallait que je fusse voilée pour peindre le Saint-Père, et la crainte de ne pouvoir ainsi rien faire dont je fusse contente m'obligea à décliner cet honneur. J'en eus bien du regret, car Pie VI était encore un des plus beaux hommes qu'on pût jamais voir. »

## Grandes réalisations

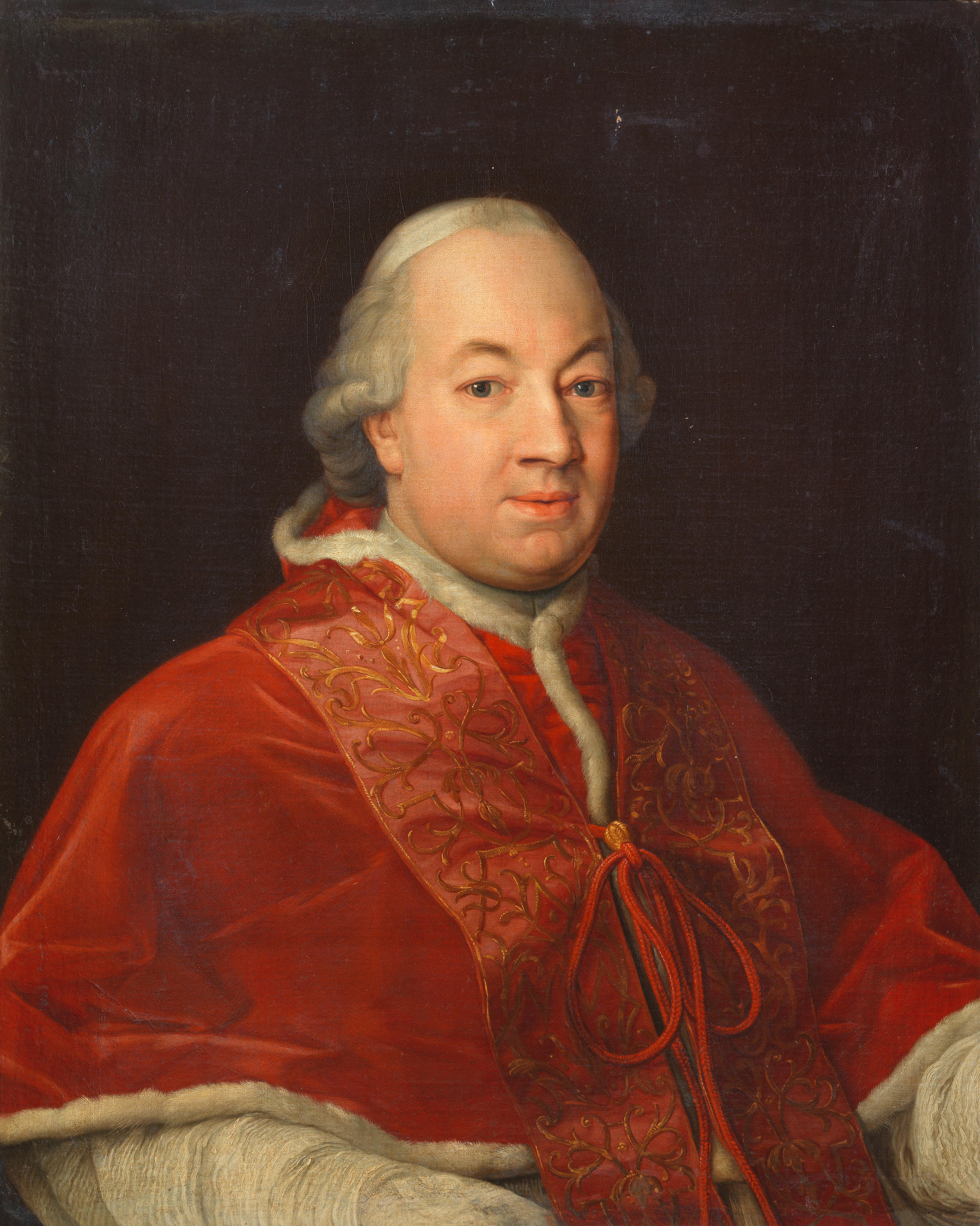
Portrait de Pie VI, par Pompeo Batoni.

En presque vingt-cinq ans de pontificat, « Pie VI eut le temps de faire graver son nom sur bien des monuments de Rome », dans les actuels musées du Vatican ou le musée Pio-Clementino. Il fait mener des fouilles dans la ville et entasser des antiquités dans les galeries situées entre le palais apostolique et le Belvédère. Il fait également dresser l’inventaire du musée, paru en 1792.
Dès le début de son pontificat, il fait construire la sacristie de la basilique Saint-Pierre, qui abrite également les chanoines. Il ajoute notamment un monument devant le palais du Quirinal, quelques obélisques, la restauration de la cathédrale Sainte-Scholastique à Subiaco et des travaux dans le port d’Ancône.
L’assèchement des marais pontins, qu'il fait entreprendre, avec le concours d’ingénieurs des Pays-Bas, engloutit des sommes considérables (au total, 1 600 000 écus romains en 1798), et vaut au pape le surnom de « il secatore », sous-entendant qu’il assèche les marais comme les fortunes romaines par le biais de lourds impôts.

## Succession apostolique
Pie VI a ordonné les évêques suivants :
- Cardinal Carlo Bellisomi (1775)
- Évêque Joseph-Vincent de Beni (1776)
- Évêque Girolamo Luigi Crivelli (it) (1778)
- Évêque Pier Luigi Galletti, O.S.B. (1778)
- Archevêque François de Pierre de Bernis (1781)
- Archevêque Gregorio Bandi (it) (1787)